# Melinoides simplaria
Melinoides simplaria är en fjärilsart som beskrevs av Paul Dognin 1923. Melinoides simplaria ingår i släktet Melinoides och familjen mätare. Inga underarter finns listade i Catalogue of Life.